# Clotilde (épouse de Clovis Ier)
Pour les articles homonymes, voir Clotilde.
« Sainte Clotilde » redirige ici. Pour les autres significations, voir Sainte-Clotilde.
Titre
Reine des Francs
vers 493/vers 502 – 27 novembre 511
(environ 18 ans)
Clotilde, Chrodichild ou Chrodechilde, née vers 474 ou 475 peut-être à Vienne, Montmirey-Le-Chateau, Lyon ou Genève, morte autour de 545 à Tours, est une princesse burgonde, devenue reine des Francs en épousant Clovis vers 492/493 ou 502. Cette sainte est vénérée en Orient comme en Occident.
La majorité des informations sur sa vie provient de Grégoire de Tours, qui écrit des passages hagiographiques à son propos. 
Elle est canonisée vers 560 par le pape Pélage Ier. L'Église orthodoxe et l'ancien Martyrologe romain la fêtent le 3 juin (Dies natalis), et l'Église catholique le 4 juin,.

## Biographie

### Origine familiale
Clotilde est une princesse burgonde qui est la fille du roi burgonde Chilpéric II, lui-même fils du roi Gondioc et frère de Gondebaud, Godegisile et Gondemar, et de Carétène (ou Agrippine),, avec qui il se partage le royaume des Burgondes. Sa mère est inconnue, et si certaines sources la lient à Carétène, il semble que celle-ci est l'épouse de Gondebaud, son oncle.
L'enfance et la jeunesse de Clotilde se déroulent à la cour burgonde sous les règnes de Gondioc, mort dans les années 470, puis de Chilpéric Ier, mort vers 480, puis sous le règne conjoint des quatre fils de Gondioc. Deux d'entre eux, Gondemar et Chilpéric II, père de Clotilde, disparaissent durant les années 480, laissant la place à Gondebaud et Godegisile, seuls rois des Burgondes dans les années 490. Cette disparition de deux des frères est l'objet d'un certain nombre d'interrogations.

### Mort de Chilpéric et mariage
Dans son Histoire des Francs, Grégoire de Tours donne une version tragique de la disparition de Chilpéric II. Selon lui, le père et la mère de Clotilde seraient exécutés par Gondebaud, son oncle, mais il ne précise pas pour quelles raisons, ni dans quelles circonstances. Le récit, très court, du massacre est ensuite repris par le Liber historiæ Francorum, chronique du VIIIe siècle, qui en augmente la portée tragique en introduisant deux fils de Chilpéric, décapités par l'oncle régicide.
Cependant, les chercheurs remettent en question désormais cet assassinat renseigné dans l'ouvrage de Grégoire de Tours en y voyant une condamnation par l'évêque nicéen de l'arianisme de Gondebaud, qui aurait pu le pousser à accentuer les traits négatifs du récit, ou à plus vraisemblablement l'inventer complètement,,,,. Il est probable que Gondebaud soit lui-même nicéen, bien que Grégoire de Tours semble l'ignorer.
Selon Grégoire de Tours, Clotilde et sa sœur Croma échappent au massacre. Chez Frédégaire, sa sœur se nomme Sedeleuba et non Croma. Croma est condamnée à l'exil selon Grégoire et le Liber historiæ Francorum, qui disent que Croma « change d'habits », ce qui est interprété comme le choix de la vie monastique par Frédégaire. Pour Grégoire, Clotilde est aussi exilée, alors que chez Frédégaire, elle est laissée dans un statut indéterminé et dans le Liber historiæ Francorum, elle demeure à la cour de Gondebaud.
Chez Grégoire, Clovis entend parler de Clotilde, la fait venir par ambassadeur et l'épouse dès qu'il la voit. Dans le Liber historiæ Francorum et pour Frédégaire, Clotilde se trouve à la cour de Gondebaud où des ambassadeurs francs la remarquent et la signalent à Clovis, qui envoie son conseiller Aurélien pour la demander en mariage, avec des récits différents dans les deux ouvrages quant aux actions d'Aurélien, de Clotilde et de Gondebaud.
Quoi qu'il en soit de la véracité de ces épisodes et de ces récits contradictoires, Clotilde reçoit vraisemblablement de sa jeunesse une éducation soignée et chrétienne, peut-être transmise par la reine chrétienne Carétène, que l'on pense épouse de Gondebaud.
Les noces de Clotilde et de Clovis ont lieu sans doute à Soissons à une date incertaine (les historiens les ont datées vers 492-493 au Ve siècle mais penchent plutôt vers 502, soit au VIe siècle,,, la princesse devenant sa seconde épouse. La rencontre a eu lieu à Villery (Villariacum) à quinze kilomètres au sud de Troyes, sur la voie romaine. Il s'agit très probablement d'un mariage politique, pour rapprocher le royaume des Francs et le royaume des Burgondes, s'il s'agit de 492-493, la volonté était peut-être de signer une alliance, s'il s'agit de 502, cela pourrait faire suite aux traités de paix signés après la guerre de 500 opposant les Francs et les Burgondes, puisqu'il est habituel entre les royaumes germaniques de signer des actes de paix, par des mariages royaux,. Cela pourrait, de surcroît, expliquer le récit de Grégoire de Tours, qui mentionne l'envoi d'ambassadeurs à la cour burgonde, qui auraient été envoyés principalement pour signer la paix avant de revenir avec un mariage royal, pour sceller la paix.

### Reine des Francs

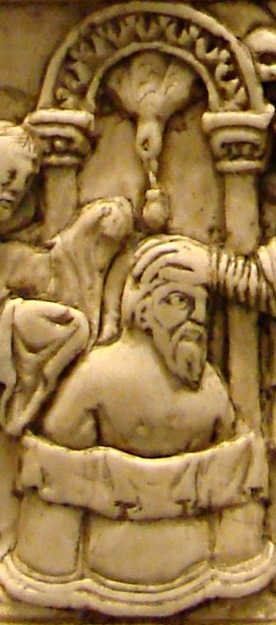
Le baptême de Clovis par saint Remy avec le miracle de la Sainte Ampoule. Plaque de reliure en ivoire, Reims, dernier quart du IXe siècle. Musée de Picardie à Amiens.

Selon Grégoire de Tours, elle a exercé une influence pour l'amener au baptême. Avant cet événement, dont la date n'est pas connue avec une absolue certitude, elle prend même l'initiative de faire baptiser ses deux premiers fils sans prendre l'avis de son époux. Le premier, appelé Ingomer, meurt immédiatement après le baptême. Grégoire de Tours rapporte que le roi en éprouve de l'amertume et en fait le reproche à la reine. La même chose faillit arriver après la naissance de Clodomir (vers 495), mais ce dernier se rétablit. Le couple a d'autres enfants, d'abord deux fils, Childebert (vers 497) et Clotaire (vers 498), puis une fille, Clotilde, qui sont tous baptisés et parviennent à l'âge adulte.

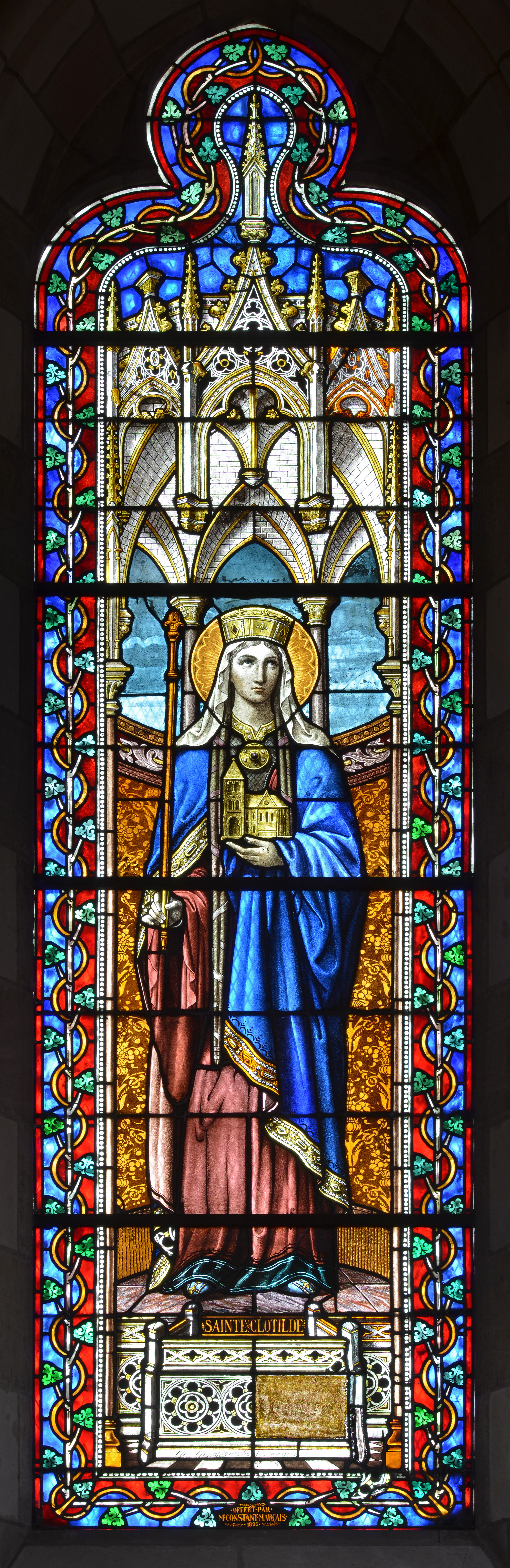
Vitrail de l'atelier Charles Champigneulle (1895) représentant sainte Clotilde, église Notre-Dame de Sablé-sur-Sarthe.

Grégoire de Tours raconte que, au cours de la bataille de Tolbiac (496), Clovis invoqua le "Dieu de Clotilde" (Jésus) en lui promettant que, s'il était vainqueur, il se convertirait.
Le baptême du roi Clovis accompagné de 3000 guerriers et de ses deux sœurs Alboflède et Lanthechilde fut célébré lors d'un Noël, vraisemblablement entre 496 et 499, par l'évêque Remi, à Reims.
Clovis et Clotilde résident le plus souvent à Clichy, Épineuil, Chelles, Rueil ou Bonneuil. Après sa victoire de Vouillé sur les Wisigoths en 507, le roi fait de Paris sa capitale.
Avant que Clovis ne meure en 511, le couple souverain avait fait bâtir la basilique des Saint-Apôtres sur la rive gauche de la Seine, où le roi fut inhumé,.

### Le veuvage à Tours
Selon Grégoire de Tours, la reine restait encore à Paris, en continuant probablement à influencer ses trois fils, Clodomir, Childebert et Clotaire, mais notamment afin de soutenir Clodomir et sa famille.
Puis, vraisemblablement à la suite de la mort de Clodomir en 524, Clotilde se retira à Saint-Martin de Tours.
Femme politique, elle les amena à monter une expédition contre le royaume burgonde des fils de Gondebaud, vraisemblablement pour venger ses parents assassinés (selon Grégoire de Tours). Son fils Clodomir fut tué pendant cette guerre, à la bataille de Vézeronce.
Elle tenta de protéger les trois fils de Clodomir, mais ne put sauver que Clodoald, le futur saint Cloud, tandis que les deux autres étaient massacrés par leurs oncles.
Pour secourir sa fille envoyée en Espagne dès 511 (et également prénommée Clotilde), elle poussa Childebert à attaquer l'époux de celle-ci, le roi wisigoth Amalaric qui la maltraitait. À Tours, elle imposa des évêques burgondes réfugiés auprès d'elle.
Veuve très pieuse, Clotilde est la première reine chrétienne qui ait fondé plusieurs établissements religieux. Si, faute de documents sûrs, certains restent légendaires tel l'ancien couvent royal aux Andelys,, de nos jours, deux édifices sont certainement attribués à cette reine. D'une part, il s'agit de la basilique Saint-Germain d'Auxerre. Des recherches archéologiques indiquent que l'aménagement de celle-ci remonte à l'époque de Clotilde. Comme elle était une princesse de Bourgogne, ce soutien peut être effectivement expliqué,. D'autre part, dans la villa royale située à Chelles près de Paris, elle fonda un oratoire dédié à saint Georges. Les sources furent soigneusement établies en 1971 par un historien allemand. En raison de cette légitimité, sous le règne des premiers Carolingiens, cet établissement devint l'abbaye royale de femmes la plus distinguée à l'époque, en y accueillant la sœur de Charlemagne, Gisèle. De plus, saint Grégoire de Tours attribuait, d'après des manuscrits, l'origine de l'abbaye royale Saint-Martin de Tours à Clotilde, à la fin de l'Histoire des Francs Livre II.
D'ailleurs, il est possible que ses dernières années à Tours aient contribué à la naissance de cette précieuse chronologie de Grégoire, écrite pendant l'époque de la décadence des petits-fils de Clovis. Car, pour les habitants de Tours, il s'agissait d'une reine pieuse et d'un témoin de la conversion de Clovis et du peuple barbare à la foi chrétienne, et non d'un personnage légendaire.

## Décès

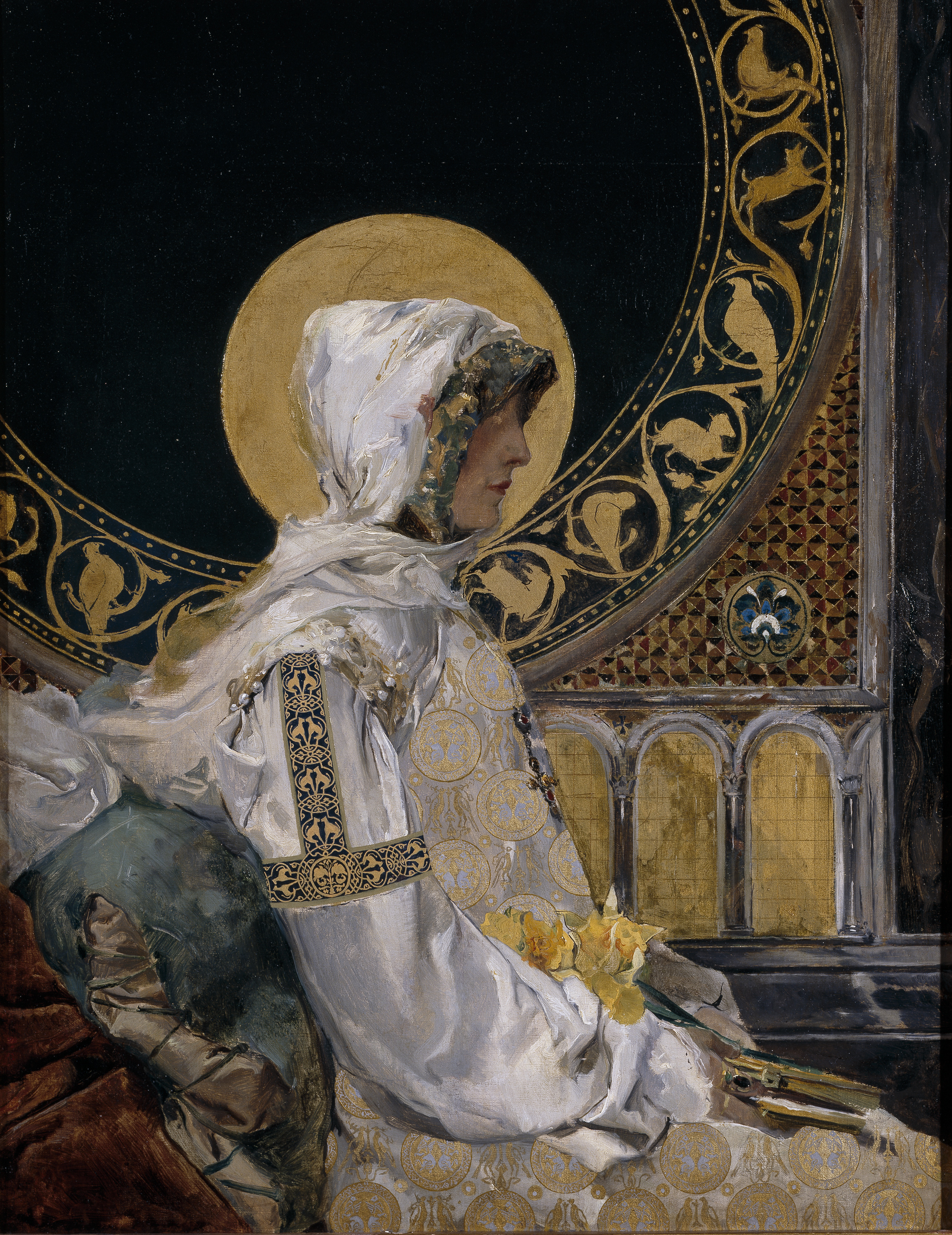
Sainte Clotilde, 1888-1889
Joaquin Sorolla
Musée du Prado, Madrid.

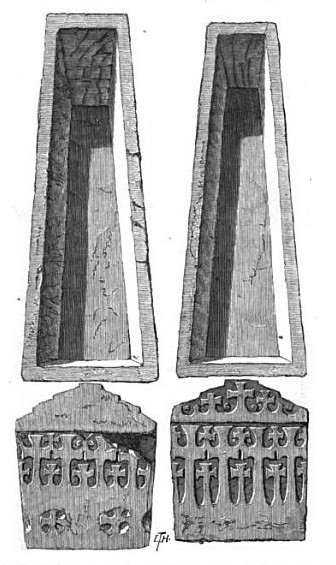
Tombeau de Clovis Ier et sainte Clotilde.

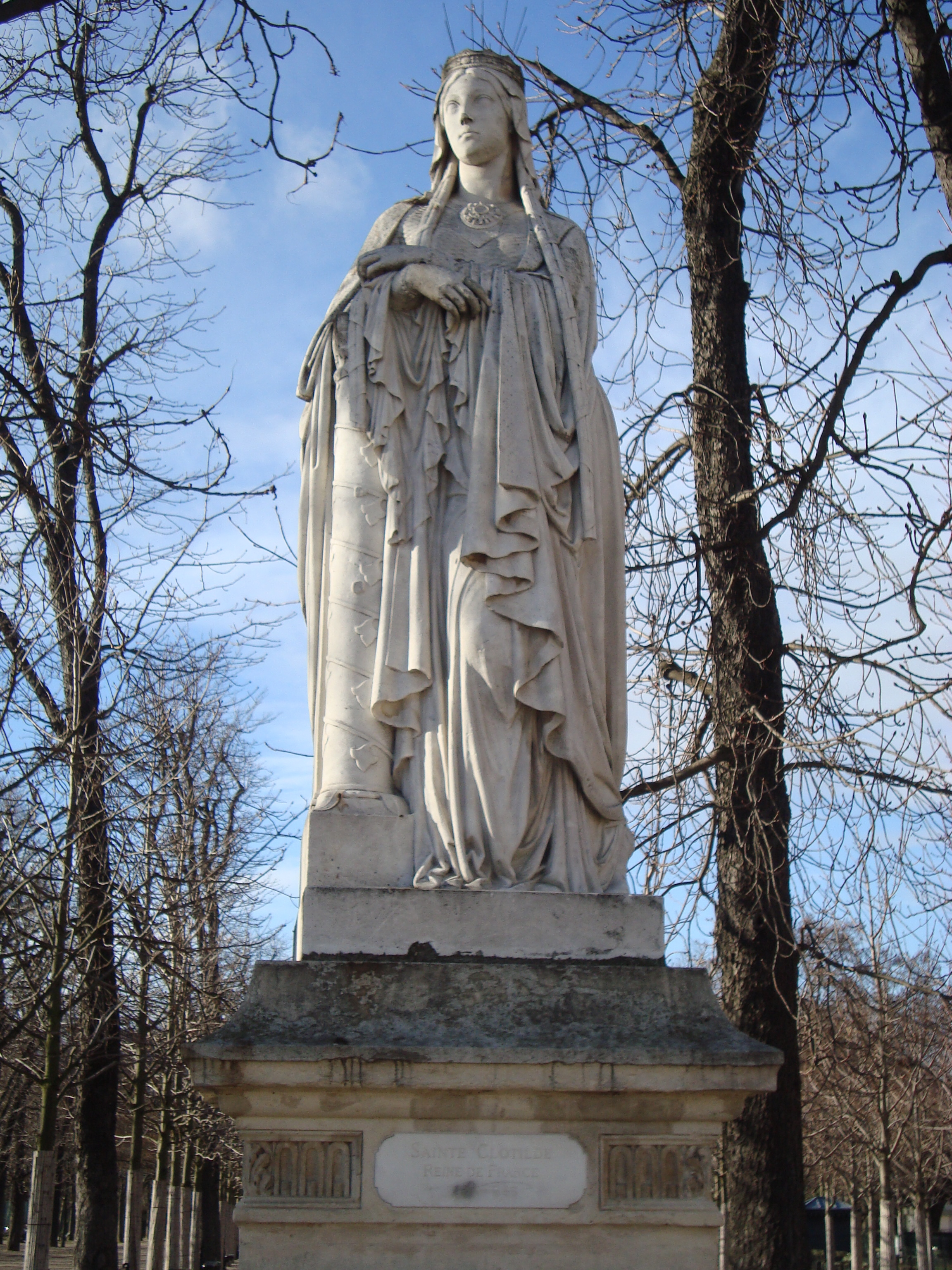
Statue de Clotilde dans la série Reines de France et Femmes illustres du jardin du Luxembourg à Paris.

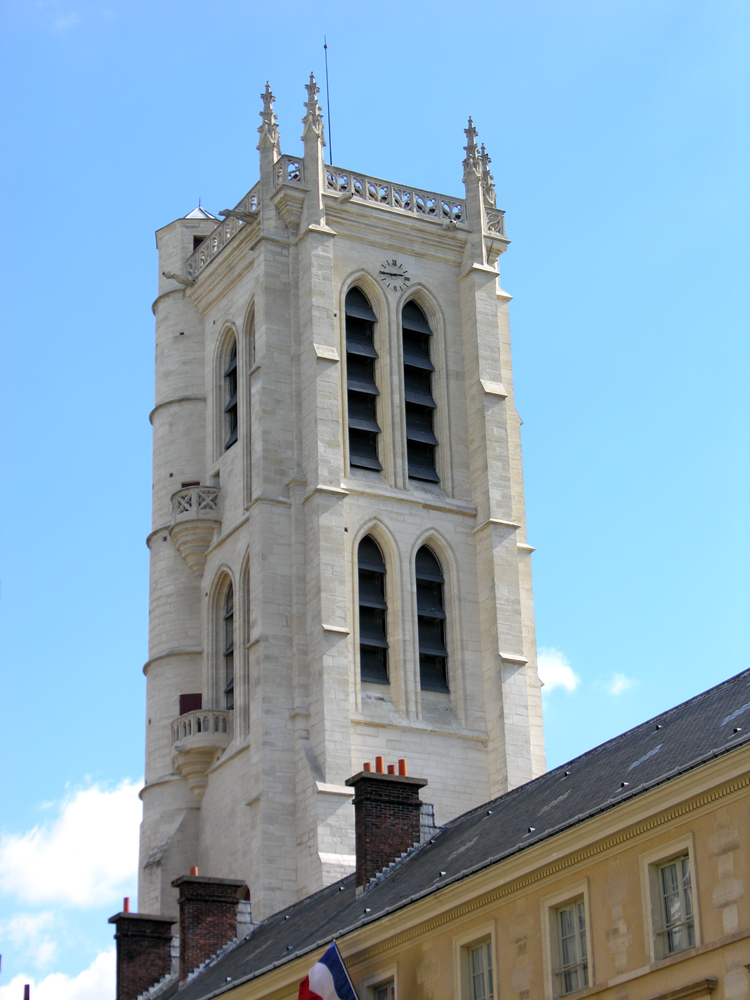
Tour Clovis dans l'actuel lycée Henri-IV, à Paris.

Elle termina ses jours dans la piété, auprès du tombeau de saint Martin, à Tours où elle mourut vers 545. Elle fut inhumée par ses fils Childebert et Clotaire à Paris, aux côtés de son époux Clovis, dans le sacrarium de la basilique des Saints-Apôtres, future abbaye de Sainte-Geneviève, qu'elle avait contribué à fonder en hommage à son amie également future sainte (à deux pas des deux rues qui portent leurs noms, Clotilde infra & Clovis, dans le quartier du Panthéon au sommet de la montagne Sainte-Geneviève). Des reliques de la sainte sont présentes dans l'église de Vivières (Aisne) ; chaque année un pèlerinage est organisé le troisième dimanche de juin depuis 1947.

## Postérité

### Nom
Le nom de Clotilde fut donné à plusieurs princesses et représentantes de l'aristocratie franque et européenne :
- une des filles de Clovis fut aussi baptisée Clotilde  († 531) ;
- l'épouse de Thierry III, roi des Francs, s'appelait aussi Clotilde († 692) ;
- Clotilde de France (1759-1802), soeur de Louis XVI, épouse du roi Charles-Emmanuel IV de Sardaigne. Proclamée "Vénérable" en 1982 par le pape Jean-Paul II ;
- Clotilde de Savoie (1843-1911), princesse de Sardaigne, fille du futur roi Victor-Emmanuel II d'Italie, épouse du prince Jérôme Bonaparte.

### Localités
Clotilde est un nom de lieu notamment porté  par :

- Sainte-Clotilde (La Réunion), un quartier de Saint-Denis de La Réunion ;
- Sainte-Clotilde (Québec), anciennement Sainte-Clotilde-de-Châteauguay, municipalité du Québec (Canada) ;
- Sainte-Clotilde-de-Beauce, municipalité dans le comté des Appalaches au Québec (Canada) ;
- Sainte-Clotilde-de-Horton, municipalité dans la région administrative du Centre-du-Québec au Québec (Canada).

### Vénération
Les chanoines de l'abbatiale, fuyant les invasions normandes au IXe siècle, procèdent à la translation de sa châsse au château de Vivières. Lors du retour de ses reliques à l'abbaye Sainte-Geneviève de Paris, la paroisse de Vivières garde sa tête et un bras dans un reliquaire désormais abrité dans l'église. Un pèlerinage national, dédié à sainte Clotilde, est annuellement organisé par la paroisse de Vivières. L'organisation est, plus précisément, déléguée à la confrérie sainte Clotilde qui bénéficie, depuis le milieu des années 1980, du soutien du centre Charlier. Existant depuis 1947, il se déroule généralement le troisième dimanche de juin.
Sainte Clotilde est particulièrement vénérée dans la Collégiale Notre-Dame des Andelys depuis qu'en 1656, l'église reçut en relique une côte de la sainte.
En 1793, les restes de Clotilde auraient été brûlés pour éviter aux moines génovéfains, détenteurs de ces reliques, la fureur des sans-culottes et lui épargner la profanation révolutionnaire. Ses cendres sont alors déposées dans l'église Saint-Leu-Saint-Gilles et une partie concédées à la basilique Sainte-Clotilde de Reims.
L'église Saint-André de l'abbaye de Chelles conserve également une châsse qui lui est attribuée, de même l'église Sainte-Clotilde de Chambourcy et l'église Notre Dame de Vivières (Aisne). La basilique Notre Dame de bonne garde de Longpont sur Orge (essonne) conserve également une relique de sainte Clotilde.
D'autres lieux de vie et organisation religieuses sont dédiés à Clotilde :
- La congrégation de Sainte-Clotilde, une congrégation religieuse ;
- Basilique Sainte-Clotilde

### Voies publiques
- Rue Clotilde à Paris (5e arrondissement) ;
- Rue Clotilde à Issy-les-Moulineaux ;
- Rue Clotilde à Strasbourg ;
- Rue Sainte-Clotilde à Lyon (1er arrondissement) ;
- Rue à Clotilde à L'Île-d'Yeu en Vendée ;
- Avenue Sainte-Clotilde à Genève, (quartier de la Jonction), où se trouve l'église du même nom ;
- Square Sainte-Clotilde, à Saint-Cloud ;
- Rue Reine Clotilde à Ambérieu-en-Bugey.

### Patronne de l'aviation légère de l'Armée de terre
Depuis 1994 l'Aviation légère de l'Armée de terre a choisi sainte Clotilde pour patronne. C'est en effet à ses prières que Clovis put être victorieux à Tolbiac en « submergeant l'ennemi sous le feu du ciel », ce qui est précisément aujourd'hui la fonction des hélicoptères de combat de l'armée française.

### Bibliographie

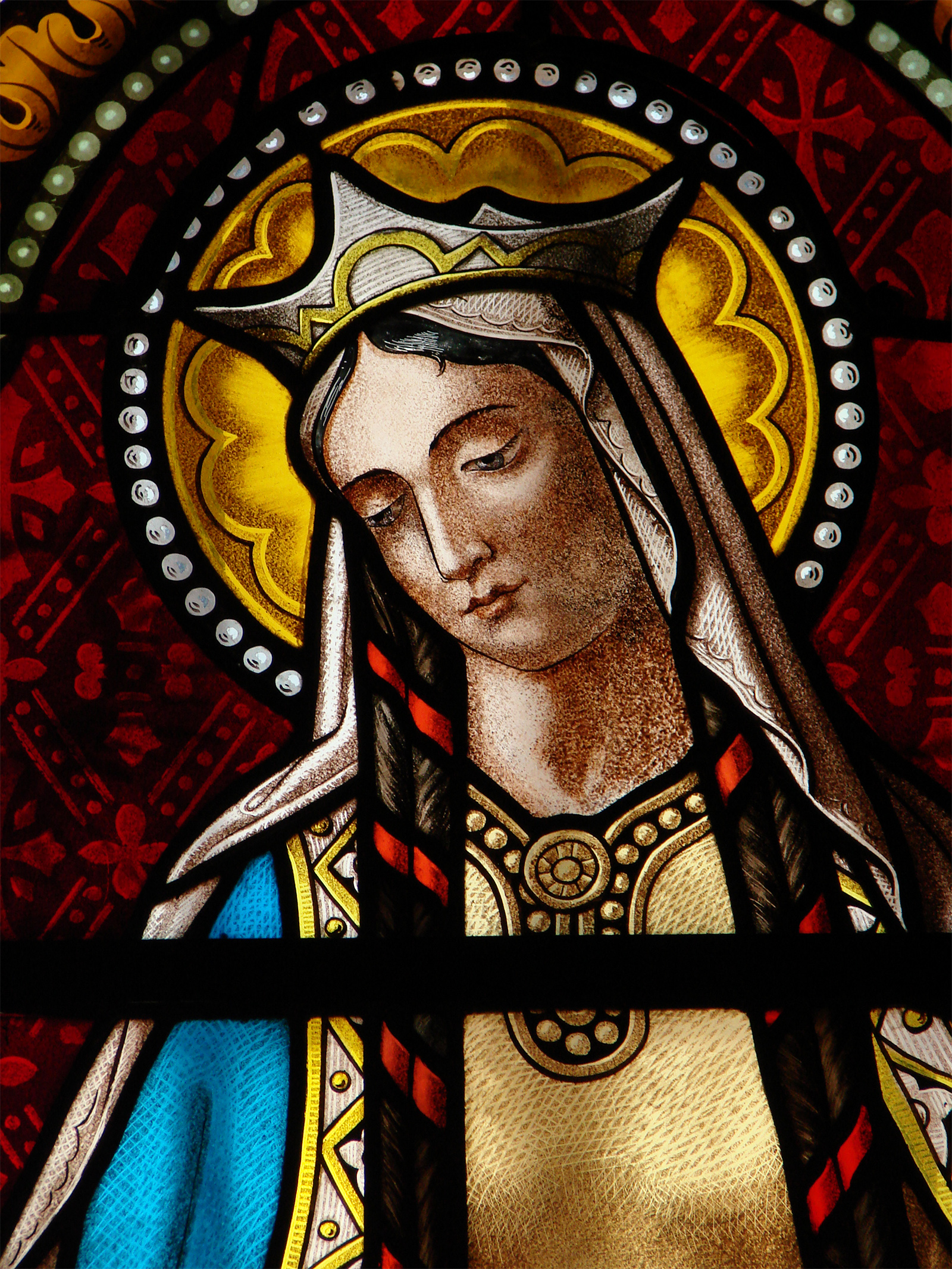
La reine Clotilde (vue d'artiste (XIXe siècle) - vitrail néogothique de l'église Saint-Martin de Florac.